# CYNTHIA IN CONCERT
『CYNTHIA IN CONCERT』（シンシア・イン・コンサート）は、南沙織初のライヴ・アルバム。1974年9月1日発売。発売元はCBS・ソニー。

## 解説
LP帯コピー：デビュー3周年、ハイスクール卒業、20才の誕生日を経験して………
自身にとって初のライヴ・アルバムで、1974年7月7日に行われた中野サンプラザ公演を実況録音した作品である。バックバンドとして、矢野顕子やティン・パン・アレーが参加、洋楽や邦楽のカバー・ソングを中心に収録された。
篠山紀信によるジャケット写真はノーブラで撮影されたものであり、当時のスタッフは「このジャケットは冒険だった」と語っている。 この時に撮影された別ショットは、ベストアルバム『南沙織ベスト Recall 〜28 SINGLES SAORI + 1〜』の初回生産分に封入されたブックレットに収められている。
1997年に復刻盤シリーズ "CD選書" の1枚として初CD化された。現在は廃盤となっているために入手困難となっている。

## 収録曲
1. overture
  - 作曲・編曲: 筒美京平
2. メドレー：[2]
  - 作詞：有馬三恵子、作曲：筒美京平、編曲: 筒美京平
    - 17才
    - 潮風のメロディ
    - ともだち
    - 哀愁のページ
    - 純潔
3. メドレー：
  - 全編曲: 萩田光雄
    - Too Young
      - 作詞: Sylvia Dee、作曲: Sidney Lippman（Nat King Cole のカバー）

    - 幸せの黄色いリボン
      - 原題: Tie a Yellow Ribbon Round the Ole Oak Tree
      - 作詞：L. Russell Brown、作曲:Irwin Levine（Tony Orlando & Dawn のカバー）
4. 荒野のならず者
  - 原題: Dirty Ol Man
  - 作詞： Kenny Gamble、作曲: Leon Huff、編曲: 萩田光雄（The Three Degrees のカバー）
5. 心もよう
  - 作詞・作曲：井上陽水、編曲: 矢野誠（井上陽水のカバー、スタジオ録音版は『夏の感情』収録）
6. 五番街のマリーへ
  - 作詞: 阿久悠、作曲: 都倉俊一、編曲: 矢野誠（ペドロ&カプリシャス のカバー）
7. バラのかげり
  - 作詞：有馬三恵子、作曲：筒美京平、編曲: 萩田光雄
8. 今日の日はさようなら
  - 作詞・作曲: 金子詔一、編曲: 萩田光雄（森山良子のカバー）
9. 妹よ
  - 作詞：有馬三恵子、作曲：筒美京平、編曲: 萩田光雄（スタジオ録音版は『20才まえ』収録）
10. 夏の感情
  - 作詞：有馬三恵子、作曲：筒美京平、編曲: 萩田光雄